# Medalla de Sud-Àfrica (1880)
La Medalla de Sud-àfrica (1880) (anglès: South Africa Medal (1880)) , sovint coneguda com la Medalla de Guerra Zulu, és una medalla de campanya instituïda el 1880 i concedida pel govern britànic als membres de l'Exèrcit Britànic, la Brigada Naval Reial i els Voluntaris Colonials que van participar en una sèrie de Guerres tribals sud-africanes al Cap de Bona Esperança, a la Colònia de Natal i al Transvaal entre 1877 i 1879, sobretot per la Guerra Anglo-Zulu de 1879.

## Institució
El 1854, la reina Victòria havia aprovat l'atorgament de la Medalla de Sud-àfrica (1853) als membres de l'exèrcit britànic que havien servit en qualsevol de les tres guerres Xhosa de Sud-àfrica de 1834–36, 1846–47 i 1850–53. a la frontera oriental del Cap de Bona Esperança.
Entre 1877 i 1879, els britànics van organitzar diverses expedicions punitives especialment difícils contra les tribus Xhosa, Zulu i Basuto a la zona oriental del Cap de Bona Esperança i el nord de Natal, així com contra els Bapedi del cap Sekhukhune al nord de Transvaal. El 1880 es va sancionar una medalla per a aquestes campanyes, que era una nova versió de la Medalla de Sud-àfrica (1853) amb petites alteracions al disseny del revers.
Mentre que l'Ordre de l'Exèrcit núm. 103 d'agost de 1880, que va instituir la nova medalla de Sud-àfrica (1880), no va fer cap menció de cap canvi en el disseny de la medalla de 1854, l'any "1853" en l'exercit invers de la medalla més antiga va ser substituïda per un trofeu militar que consistia en un escut zulu de pell de bou i quatre atzagaies creuades. L'anvers de la nova medalla va romandre idèntic al de la medalla anterior.

## Receptors
Es van lliurar un total d'aproximadament 36.600 medalles.

## Criteris d'adjudicació
La nova versió de la medalla es va instituir el 1880 per reconèixer el servei en una sèrie de campanyes durant els tres anys anteriors per posar la zona oriental del Cap de Bona Esperança i el nord de Natal sota control britànic, la qual cosa va significar efectivament la pacificació per la força del tribus locals rebels. La medalla es podia atorgar a tot el personal, incloses les forces regulars britàniques, els voluntaris colonials i les forces natives, que havien servit en qualsevol de les campanyes a Sud-àfrica entre setembre de 1877 i desembre de 1879. Les operacions militars durant aquest període van ser una sèrie de campanyes separades. contra tribus específiques i els disturbis acabaran culminant amb la guerra anglo-zulu el 1879. Per tant, la medalla sovint es coneix com la medalla de la guerra zulu.
Es van lliurar catorze medalles sense fermall a les infermeres que van servir a Natal durant la guerra anglo-zulu. Un comitè de l'Oficina de Guerra, nomenat per examinar la seva reclamació, s'havia pronunciat anteriorment en contra de la concessió de medalles, ja que no hi havia cap precedent per atorgar medalles de campanya a dones. No obstant això, després que diverses infermeres van rebre la Medalla d'Egipte pels seus serveis durant la Guerra Anglo-Egípcia de 1882, la decisió del comitè va ser revocada. Per tant, aquesta va ser la primera campanya en què les dones van rebre una medalla de campanya britànica.

## Campanyes
Les campanyes van ser la Guerra Gaika-Gcaleka del 26 de setembre de 1877 al 28 de juny de 1878, l'acció contra el cap Pokwane del 21 al 28 de gener de 1878, la Guerra Griqua del 24 d'abril al 13 de novembre de 1878, l'acció contra el cap Sekhukhune a finals de 1878, la Guerra Anglo-Zulu de l'11 de gener a l'1 de setembre de 1879, l'acció contra l'aixecament a Basutoland sota el cap Moirosi del 25 de març al 20 de novembre de 1879 i la segona acció contra el cap Sekhukhune de l'11 de novembre al 2 de desembre de 1879.

### Zululand
El rei Cetshwayo kaMpande es va convertir en rei dels zulus el 1873, però havia estat el seu governant efectiu des de 1856. Cetshwayo va percebre els britànics com una amenaça per al seu govern i es va embarcar en un programa per equipar el seu exèrcit amb mosquets, mentre incitava a revoltes entre altres tribus que limitaven amb els britànics i els bòers i amb els zulús. Les accions per contrarestar aquestes revoltes i atacs van augmentar i van portar a l'enviament de reforços des de Gran Bretanya al llarg de 1878 per sufocar Cetshwayo i els seus aixecaments.

### Guerra Gaika-Gcaleka
La Guerra Gaika-Gcaleka va ser una sèrie de campanyes punitives que van resultar dels atacs de les tribus Gcaleka i Gaika a un poble protegit, els Fengu. Les campanyes contra els insurgents Gcaleka i Gaika van durar uns vuit mesos i van ser portades a terme per les Forces Colonials locals, així com els contingents tant de l'Exèrcit Britànic com de la Royal Navy servint a terra. La Guerra Gaika-Gcaleka, que va passar a ser coneguda com la Novena Guerra Fronterera del Cap, va acabar amb l'annexió del Transkei, pàtria dels pobles Gcaleka, al Cap de Bona Esperança.

### Guerres de Sekhukhune
Un cop resolta la guerra Gaika-Gcaleka, aquelles forces que no estaven involucrades en el conflicte en desenvolupament a Zululand van ser emprades contra una tribu basuto al nord del Transvaal, els Bapedi del cap Sekhukhune, les incursions del qual havien començat a afectar tribus sota protecció britànica. Després que una primera sortida contra la seva fortalesa a Thaba Ya Leolo a finals de 1878 s'hagués demostrat ineficaç, una força més gran va envair la seva fortalesa el novembre de 1879. Els defensors de la fortalesa van morir gairebé un home, en gran part pels soldats africans.

### Guerra anglo-zulú
Tot i que una comissió independent havia adjudicat l'any 1878 que la majoria de les reclamacions zulús de territoris fronterers estaven justificades, les infraccions i incursions repetides que van ser perpetrades o provocades pels súbdits zulus de Cetshwayo van portar a una decisió del comissari britànic a la zona, Sir Henry Bartle Frere, per reduir finalment la independència del regne zulu. Va exigir un desarmament total per part dels zulus i la imposició d'una residència britànica. Quan Cetshwayo va ignorar aquesta demanda, les forces britàniques van envair Zululand el gener de 1879. Després d'una primera derrota britànica a la batalla d'Isandhlwana, els reforços van assegurar la victòria britànica a la batalla d'Ulundi, després del qual la majoria dels caps zulus van buscar la pau. Cetshwayo es va convertir en un fugitiu i finalment va ser capturat i empresonat a Ciutat del Cap.

## Descripció
La medalla va ser encunyada en plata i és un disc, de 36 mil·límetres de diàmetre, amb un tirant giratori.
Anvers
L'anvers de la medalla mostra el cap diademat de la reina Victòria, mirant a l'esquerra. La medalla està inscrita "VICTORIA" a l'esquerra i "REGINA" a la dreta al voltant del perímetre.
Revés
El revers mostra un lleó ajupit sobre un sòcol davant d'un arbust de protea amb una sola flor. La medalla porta la inscripció "SOUTH AFRICA" al voltant del perímetre superior i té un trofeu militar que consisteix en un escut zulu de pell de bou i quatre atzagaies creuades a l'exerg.
Fermalls
Es van atorgar set fermalls, inscrits com es mostra a continuació, als destinataris que havien servit en una campanya durant els anys indicats al fermall. Només es va concedir un fermall amb cada medalla.
- "1877" – 153 fermalls premiats.
- "1877-8" - 5.822 fermalls concedits.
- "1877-8-9": 3.525 fermalls concedits als destinataris que van tenir un servei qualificat durant els tres anys.
- "1877-9" - Vuit fermalls concedits als destinataris que van tenir un servei qualificat el 1877 i el 1879, sense cap servei el 1878.
- "1878" – 2.009 fermalls concedits.
- "1878-9" – 1.185 fermalls concedits.
- "1879" - 18.332 fermalls concedits.

A més, es van concedir 5.610 medalles sense fermall a membres de l'exèrcit que, durant la guerra anglo-zulu el 1879, havien estat mobilitzats a Natal però que no havien creuat el riu Tugela cap a Zululand. Això incloïa partides costaneres de la Royal Navy. Atès que la lluita es limitava al costat nord del Tugela, les medalles sense fermall es consideren freqüentment com a premis no de combat.
Nom
El número, el rang, el nom i el regiment del destinatari estan gravats a la vora de la medalla en majúscules.
Cinta
La cinta és semblant a la de la medalla de Sud-àfrica (1853), però amb bandes de ratlles blaves més amples. Té 32 mil·límetres d'amplada, amb una banda groga daurada de 2,5 mil·límetres d'amplada, una banda blava de 4 mil·límetres d'amplada, una banda groga daurada de 3 mil·límetres d'amplada i una banda blava d'1 mil·límetre d'amplada, repetida en ordre invers i separada per una banda en groc daurat d'11 mil·límetres d'amplada.

## Ordre de lluïment
Les medalles de campanya no s'enumeren pel seu nom en l'ordre de lluïment prescrit per la Cancelleria central britànica de les ordres de cavalleria, sinó que s'agrupen com a prioritat després de la medalla de la reina per als caps i abans de les medalles polars, per ordre de la data de la campanya per a la qual s'ha premiat.

### Sud-àfrica
El 6 d'abril de 1952, la Unió de Sud-àfrica va instituir la seva pròpia gamma de condecoracions i medalles militars. Aquests nous premis es van portar abans de totes les condecoracions i medalles britàniques anteriors concedides als sud-africans, amb l'excepció de la Creu Victòria, que encara tenia prioritat abans de tots els altres premis. De les medalles de campanya britàniques aplicables als sud-africans, la medalla de Sud-àfrica (1880) té prioritat, com es mostra a continuació.
- Precedida per la Medalla de Sud-àfrica (1853).
- Succeïda per la Medalla del Servei General del Cap de Bona Esperança.